# 平井イサク
平井 イサク（ひらい いさく、1929年11月11日 - 2007年11月30日）は、日本の翻訳家。本名・以作。詩人平井功(1907〜32)の子、正岡容の甥。日本文芸家協会、日本脚本家連盟会員。

## 生涯
東京生まれ。早稲田大学文学部中退。
詩の雑誌編集、雑誌「宝石」の翻訳、単行本翻訳、テレビのアテレコ翻訳などを手がける。
推理小説、サスペンス小説を主に翻訳し、特にアリステア・マクリーンの訳が多い。
1955年、室町書房にて都筑道夫と日本初の海外SF紹介叢書である「世界空想科学小説全集」を企画し、自ら翻訳を行ったが、2冊で刊行は中断している。

## 家族
- 父・平井功（1907-1932） ‐ 詩人。医師・平井成の二男。最上純之介、飛来鴻、J=V=L（ジャン＝ベラスコ＝ロペス）、炉辺子の筆名で詩（詩集『孟夏飛霜』）や翻訳、編集に携わった。1930年（昭和5年）に府立高校図書館に勤務したが共産党のシンパとなり、検挙拘留中に病を得て釈放1週間後に急逝。17、18世紀の英文学書のコレクターだった[2]。小学生の頃より植物学に造詣深く、牧野富太郎、伊藤篤太郎らと交流があった。兄の正岡容の紹介で西条八十に弟子入りし、東京府立第五中学校時代（2年時に中退）に西条の紹介で日夏耿之介の門下生となり、16歳で初詩集を刊行[3]。日夏は「三人の少年詩人」（『輓近三代文学品題』1941年）の中で功の非凡ぶりを詳述している[4]。
- 母・豊子 ‐ 旧姓木本。兄が功の兄の容と京華中学校の同級生。[5]
- 父方伯父・正岡容 ‐ 弟功の遺稿集『爐辺子残藁』を刊行。
- 妻・敏子

## 翻訳
- 『恐怖の背景』（エリック・アンブラー、早川書房） 1953
- 『復讐は俺の手に』（ミッキー・スピレーン、日本出版協同、ミッキー・スピレーン選集3） 1953、のちハヤカワ文庫
- 『奇妙な花嫁』（スタンリー・ガードナー、早川書房） 1954、のち文庫
- 『黒い死』（アントニー・ギルバート、早川書房） 1954
- 『遊星フロリナの悲劇』（アイザック・アシモフ、室町書房） 1955
- 『これは殺人だ』（E・S・ガードナー、早川書房） 1955
- 『火星の砂』（アーサー・C・クラーク、室町書房） 1955、のちハヤカワ文庫
- 『悪人への貢物』（ジャック・シェーファー、早川書房） 1956
- 『湖畔の殺人』（F&R・ロックリッジ、六興出版部） 1957
- 『死体が転がりこんできた』（ブレット・ハリディ、早川書房） 1961、のち文庫
- 『宇宙気流』（アイザック・アシモフ、早川書房） 1962、のち文庫
- 『ハーロー その異常な愛と性』（アーヴィング・シュルマン、早川書房、ハヤカワ・ノンフィクション） 1965
- 『蜃気楼』（ハワート・ファースト、早川書房） 1965
- 『ハニーと連続殺人』（G・G・フィックリング、早川書房） 1966
- 『ハニーよ銃をとれ』（G・G・フィックリング、早川書房） 1966
- 『361』（ドナルド・E・ウェストレイク、早川書房） 1967、のち文庫
- 『ライク・セックス 娼婦マミーのホテル稼業』（W・B・ヒュイ、講談社） 1967
- 『タイム・マシン大騒動』（キース・ローマー、早川書房） 1967
- 『スパイの城』（ニック・カーター、早川書房） 1967
- 『Gストリングのハニー』（G・G・フィックリング、早川書房） 1967
- 『悪魔の分け前』（マーティン・ケイディン、早川書房） 1967　のち文庫
- 『私のように黒い夜』（グリフィン、至誠堂） 1967
- 『ある戦慄』（マイケル・アヴァロン、早川書房） 1968
- 『あやまちの夏』（ヨハネス・アレン、講談社） 1968
- 『インベーダー』（キース・ローマー、早川書房） 1968
- 『ハワイの暗黒』（ピーター・パッカー, ボブ・トーマス、毎日新聞社、毎日ノンフィクション） 1968
- 『砂漠の戦争 北アフリカ戦線 1940 - 1943』（アラン・ムーアヘッド、早川書房） 1968、のち文庫
- 『月は誰のもの』（マーティン・ケイディン、早川書房） 1969
- 『褐色の肌』（エド・レイシー、角川文庫） 1969
- 『白鹿亭綺譚』（アーサー・C・クラーク、早川書房） 1969、のち文庫
- 『ナタリーの朝』（A・M・ツウェイバック、角川文庫） 1970
- 『青春はアメリカに死す』（ジャクリーン・ブリスキン、角川書店） 1971
- 『白夜の恋』（ユハーネス・アレン、角川文庫） 1971
- 『十五歳の遺書 アリスの愛と死の日記』（アリス・D、講談社） 1972 のち文庫
- 『ホット・ロック』（ドナルド・E・ウエストレーク、角川文庫） 1972
- 『愛の狩人』（ジュールス・ファイファー、角川文庫） 1972
- 『崩壊 ヨーロッパ戦線 1943 - 1945』（アラン・ムーアヘッド、早川書房、ハヤカワ・ノンフィクション） 1972、のち改題文庫化『神々の黄昏』
- 『ジェレミー』（ジョン・ミナハン、早川書房） 1973　のち文庫
- 『十九歳の断章』（タムシン・フィッツジェラルド、立風書房） 1974
- 『高校二年の四月に』（ポール・ジンデル、講談社） 1974
- 『私のように黒い夜』（J・H・グリフィン、至誠堂） 1974
- 『サラの体験』（ロビン・S・ワグナー、講談社） 1975
- 『聞いてる,ミランダ?』（ジョン・アー、講談社） 1975
- 『ウルトラ・シークレット 第二次大戦を変えた暗号解読』（F・W・ウィンターボーザム、早川書房） 1976　のち文庫
- 『料理長が多すぎる』（レックス・スタウト、早川文庫） 1976
- 『オリオンライン』（ニコラス・ルアード、ベストセラーズ、ワニの本） 1977
- 『ブリザード』（ジョージ・ストーン 、角川書店） 1978
- 『悪魔は夜はばたく』（ディーン・R・クーンツ、創元推理文庫） 1980
- 『失われた黄金都市』（マイクル・クライトン、早川書房） 1982　のち文庫
- 『地獄の天井』（ウォーレン・マーフィ、サンケイ文庫） 1986
- 『麻薬シンジケートを撃て』（ウィリアム・D・モンタルバーノ, カール・ハイアセン、サンケイ文庫） 1987
- 『逆転のベルリン情報』（カリスチャン・ボーリング、二見文庫） 1987
- 『はじまりはセントラル・パークから』（アーウィン・ショー、講談社） 1989、のち文庫
- 『奇襲、リビア砂漠』（アルフレッド・コッペル、二見文庫） 1990
- 『グッド・スパイ』（J・グリフィス 講談社文庫） 1991
- 『殺す男』（ミッキー・スピレイン、早川書房） 1991
- 『悪魔と踊る』（カーク・ダグラス、早川書房） 1992
- 『トワイライト・ゲーム』（ブライアン・フォーブス、二見文庫） 1992
- 『詐欺同盟』（ローレンス・サンダーズ、早川書房） 1993
- 『レディ・スティンガー』（クレイグ・スミス、ハヤカワ文庫） 1994
- 『裁かれる検察官』（コリン・ハリスン、早川文庫） 1995
- 『背徳の声』（ニック・ガイターノ、早川文庫） 1996
- 『仮面のコレクター』（ニック・ガイターノ、早川文庫） 1996
- 『赤ん坊が消えた』（R・D・ツィマーマン、ハヤカワ文庫） 1998
- 『救命士』（ジョー・コネリー、早川書房 1999、のち文庫
- 『ナヴァロンの風雲』（サム・ルウェリン、早川文庫） 2001
- 『Jファクター 臓器移植順位』（スティーヴン・カーナル、早川文庫） 2001
- 『ナヴァロンの雷鳴』（サム・ルウェリン、早川文庫） 2002

### アリステア・マクリーン
- 『ナバロンの要塞』（アリステア・マクリーン、早川書房） 1966、のち文庫
- 『荒鷲の要塞』（アリステア・マクリーン、早川書房） 1968、のち文庫
- 『ナバロンの嵐』（アリステア・マクリーン、早川書房） 1970、のち文庫
- 『北海の墓場』（アリステア・マクリーン、早川書房） 1971、のち文庫
- 『黒い十字軍』（アリステア・マクリーン、早川書房） 1975、のち文庫
- 『歪んだサーキット』（アリステア・マクリーン、早川書房） 1977、のち文庫
- 『魔女の海域』（アリステア・マクリーン、早川書房） 1979、のち文庫
- 『死の激流』（アリステア・マクリーン、早川書房） 1984
- 『悪魔の兵器』（アリステア・マクリーン、早川文庫） 1989

### リンダ・フェアスタイン
- 『誤殺』（リンダ・フェアスタイン、早川書房） 1998、のち文庫
- 『断たれた叫び』（リンダ・フェアスタイン、早川書房） 1999、のち改題文庫化『絶叫』
- 『冷笑』（リンダ・フェアスタイン、早川文庫） 2003
- 『妄執』（リンダ・フェアスタイン、早川文庫） 2004
- 『隠匿』（リンダ・フェアスタイン、早川文庫） 2005
- 『殺意』（リンダ・フェアスタイン、早川文庫） 2006
- 『埋葬』（リンダ・フェアスタイン、早川文庫） 2006
- 『墜落』（リンダ・フェアスタイン、早川文庫） 2007
- 『軋轢』（リンダ・フェアスタイン、早川文庫） 2007